# Außenhandelsbank der Demokratischen Volksrepublik Korea
Die Außenhandelsbank der Demokratischen Volksrepublik Korea (조선 민주주의 인민 공화국의 대외 무역 은행) ist eine Bank für den Außenhandel Nordkoreas mit Sitz in Pjöngjang. Sie steht unter der Kontrolle der Regierung. Sie ist im Deutschen auch unter der Bezeichnung Foreign Trade Bank oder kurz FTB geführt. Im Internationalen Zahlungsverkehr wird sie als FOREIGN TRADE BANK OF THE D.P.R. OF KOREA bezeichnet.
Seit dem 29. Juni 2005 gilt der Executive Order 13382 der Vereinigten Staaten, somit sind Konten mit Bewegungen zwischen dieser Bank und US-amerikanischen Unternehmen eingefroren. Damit soll eine (direkte oder indirekte) Unterstützung Nordkoreas und der Bau von koreanischen Massenvernichtungswaffen verhindert werden.
Im Zuge der Nordkorea-Krise 2013 folgte die Bank of China den UN-Sanktionen und stellte die Verbindungen zum nordkoreanischen Kreditinstitut am 7. Mai 2013 ein. Folglich wurden alle Konten geschlossen. Westliche Beobachter interpretieren dies als Zeichen der Verärgerung Chinas über seinen verbündeten Nachbarstaat.
Am 5. August 2017 verabschiedete der UN-Sicherheitsrat die Resolution 2371, mit der die Finanzsanktionen auf die Bank ausgeweitet wurden.